# Зозулин льон
Рунянка, або зозулин льон, або політрих (Polytrichum) — рід мохів родини політрихових (Polytrichaceae). Це один з найбільших родів родини, що налічує близько 100 видів. Поширений переважно у холодних і помірних областях земної кулі. В Україні росте 8 видів. Найрозповсюдженіший вид — зозулин льон звичайний (Polytrichum commune), зустрічається досить часто у вогких лісах.

## Опис
Має пряме, нерозгалужене коричнево-зелене стебло заввишки від 15–20 до 40 см, на якому спірально розташовується вузьке зелене листя. Зозулин льон фіксується в ґрунті ризоїдами, що поглинають воду з розчиненими в ній мінеральними солями, а в хлоропластах листя проходить процес фотосинтезу. Росте угрупуваннями у вологих місцях. Окрема рослина складається з єдиного нерозгалуженого стебла, густо вкритим спіральними виростами (листками). У верхній частині, на яку потрапляє світло, стебло та листки зелені, у нижній — жовто-бурі (тому що в умовах недостатньої освітленості хлорофіл руйнується). При основі нижньої частини стебла помітні волосоподібні відростки. Це — ризоїди.
Стебло зозулиного льону вкрите шкіркою, під якою розміщений шар механічної тканини, а під нею — маса клітин основної, що займає більшу частину стебла.

## Види[1]
Деякі види:
| - Polytrichum appalachianum - Polytrichum alpinum - Polytrichum commune — зозулин льон звичайний - Polytrichum formosum |  | - Polytrichum hyperboreum - Polytrichum juniperinum - зозулиний льон ялівцевий - Polytrichum longisetum - Polytrichum lyallii |  | - Polytrichum ohioense - Polytrichum pallidisetum - Polytrichum papillatum - Polytrichum piliferum - зозулиний льон волосконосний |  | - Polytrichum sexangulare - Polytrichum sphaerothecium - Polytrichum strictum - Polytrichum swartzii |